# Anna Matvejevna Pavlova
Anna Matvejevna Pavlova (Szentpétervár, 1882. február 12. vagy 1881. január 31. –‎ Hága, 1931. január 23.) orosz táncosnő. Anna Pavlova néven nemzetközi hírnevet szerzett.

## Életpályája
Kivételes tehetségével a cári balettben tűnt fel, s annak rövidesen első táncosnője lett. Rendkívüli ritmikai képesség, költői kifejező erő és nagy technikai tudás jellemezte. A Ballets Russes  társulatához tartozott, Fokin A hattyú halála  című koreográfiáját minden idők egyik legnépszerűbb táncszólójává tette. Másik leghíresebb tánca a  Bacchanalia volt. A világ számos nagyobb városában vendégszerepelt.

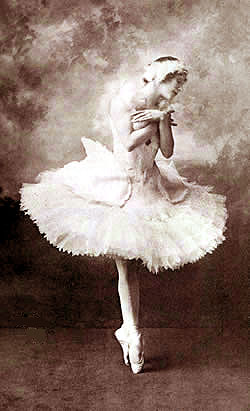
A hattyú halála, Anna Pavlova

## Emlékezete
Róla nevezték el a Pavlova tortát.

## Önéletrajza
- Tanzende Füsse (1928)